# 梅井泰成
梅井 泰成（うめい たいせい、1998年4月27日 - ）は、日本の男性キックボクサー。京都府京都市右京区出身。第4代RISEフェザー級王者。Mouton所属。

## 来歴
2017年10月7日、MUAYTHAI HIGHSPEEDでのファアサンT・Y・Tムエタイジム（タイ）戦でプロデビューし、2Rにハイキックでダウンを奪い優勢に試合を進めるも、3R、偶発のローブローでファアサンが続行不能。テクニカル判定となり大差の判定でデビュー戦を勝利で飾った。
2017年12月17日、DEEP☆KICK34で郁弥と対戦し、大差の判定勝ち。
2018年1月14日、NJKF2018west 1stで小田武司と対戦し、判定勝ち。プロデビューから3連勝となった。
2018年2月25日、ホーストカップ KINGS KYOTO4で力哉と対戦し、ダウンを奪われ判定負け。プロ初黒星を喫する。
2018年4月1日、DEEP☆KICK35でクロダッシュと対戦し、判定勝ち。
2018年5月27日、NJKF2018west 3rdでH∧Lと対戦し、判定負け。
2018年7月1日、BOM18で、WMC日本スーパーバンタム級ランキング戦としてJ-NETWORK・WPMF日本バンタム級王者竹内将生と対戦し、判定負け。
2018年9月23日、DEEP☆KICK37で鷹介と対戦し、1RTKO負け。3連敗を喫するとともに、キャリア初のKO負けとなった。
2018年10月14日、BOM19で鈴木貫太と対戦し、2RTKOで勝利し連敗ストップ。
2018年12月16日、NJKF2018west 4thで虎之助と対戦し、大差の判定勝ち。
2019年2月24日、NJKF2019west 1stで雄一と対戦し、判定勝ち。
2019年4月7日、DEEP☆KICK39でイ・スンヒョン（韓国）と対戦し、判定勝ち。3連敗後、4連勝となった。
2019年5月19日、ニュージャパンキックボクシング連盟「DUEL.18」日泰国際戦で後にラジャダムナン・スタジアム認定スーパーライト級王者となるトンサヤーム・ゲッソンリット（タイ）と対戦し、判定負け。
2019年9月15日、DEEP☆KICK 40で1年前に敗北した力哉と再戦。ダウンを奪われ、判定負け。
2019年10月12日、RIZIN.19でSB日本スーパーバンタム級王者の植山征紀と対戦し、3Rにダウンを奪われ判定負け。
この試合後、TEAM TEPPENに移籍し、ニュージャパンキックボクシング連盟を円満離脱。

### RISE参戦
2020年11月20日、RISE 143で初参戦・1年ぶりの復帰戦を平野凌我相手に行い、判定勝ち。RISE初参戦と復帰戦を勝利で飾った。
2021年3月28日、RISE147で山田直樹と対戦し、判定勝ち。
2021年7月28日、RISE151で山川賢誠と対戦し、1R終了間際に梅井の放った左ストレートが山川の目付近にヒットし、2R開始直後に山川が目の異常を訴え、ドクターがチェックしたところ眼底骨折の疑いでドクターストップ。2R開始早々のTKO勝利となった。
2021年11月14日、RISE WORLD SERIES 2021 OSAKA2でDEEP☆KICK57.5㎏王者の宮崎就斗と対戦し、1R左ハイキックでKO勝ち。RISE初参戦から4連勝を記録した。
2022年3月27日、RISE 156で空位のRISEフェザー級王者決定戦として平野凌我と再戦。判定で勝利し、第4代RISEフェザー級王者に戴冠。
2022年8月28日、RISE 161でRISEフェザー級王座初防衛戦を門口佳佑と行い、2度のダウンを奪われ判定負けで、王者陥落。この試合よりTEAM TEPPENを離れ、Mouton所属となった。
2023年2月23日、RISE 165でホーストカップ日本フェザー級王者・SB日本フェザー級1位の魁斗と行い、接戦の末判定負け。
2023年10月29日、RISE 172で元S1世界スーパーフェザー級王者のウォームと対戦し、1R序盤にローブローを喰らい、回復できずノーコンテスト。
2024年2月23日、RISE 176でWBCムエタイ日本統一フェザー級王者の安本晴翔と対戦し、接戦の末判定負け。王者陥落後、1つのノーコンテストを挟み3連敗となった。
2024年6月30日、RISE 179で翔と対戦し、序盤から圧倒し判定勝ち。連敗を3でストップ。
2024年9月8日、RISE WORLD SERIES 2024 YOKOHAMAでK-1を離脱し、今大会がRISE初参戦の國枝悠太と対戦し、序盤から圧倒するも2Rにパンチでダウンを奪われ、判定負け。
2025年4月19日、RISE 189で武尊率いるteam VASILEUSに移籍した有井渚海と対戦し、序盤から優勢に試合を進め、2Rに左ストレートでダウンを奪い判定勝ち。

## 戦績
| キックボクシング 戦績 | キックボクシング 戦績 | キックボクシング 戦績 | キックボクシング 戦績 | キックボクシング 戦績 | キックボクシング 戦績 | キックボクシング 戦績 |
| --------------------- | --------------------- | --------------------- | --------------------- | --------------------- | --------------------- | --------------------- |
| 27 試合               | (T)KO                 | 判定                  | その他                | 引き分け              | 無効試合              |                       |
| 15 勝                 | 3                     | 12                    | 0                     | 0                     | 1                     |                       |
| 11 敗                 | 1                     | 10                    | 0                     | 0                     | 1                     |                       |

| 勝敗 | 対戦相手                     | 試合結果                                               | 大会名                                                  | 開催年月日     |
| ○    | 有井渚海                     | 3R終了 判定3-0                                         | RISE189                                                 | 2025年4月19日  |
| ×    | 國枝悠太                     | 3R終了 判定0-3                                         | RISE WORLD SERIES 2024 YOKOHAMA                         | 2024年9月8日   |
| ○    | 翔                           | 3R終了 判定3-0                                         | RISE179                                                 | 2024年6月30日  |
| ×    | 安本晴翔                     | 3R終了 判定0-2                                         | RISE176                                                 | 2024年2月23日  |
| ー   | ウォーム                     | 1R 0:37 ノーコンテスト（ドクターストップ：ローブロー） | RISE172                                                 | 2023年10月29日 |
| ×    | 魁斗                         | 3R終了 判定0-3                                         | RISE165                                                 | 2023年2月23日  |
| ×    | 門口佳佑                     | 5R終了 判定0-3                                         | RISE161 「RISEフェザー級タイトルマッチ」                | 2022年8月28日  |
| ○    | 平野凌我                     | 5R終了 判定3-0                                         | RISE156 「RISEフェザー級王者決定戦」                    | 2022年3月27日  |
| ○    | 宮崎就斗                     | 1R 2:07 KO（左ハイキック）                             | RISE WORLD SERIES 2021 OSAKA2                           | 2021年11月14日 |
| ○    | 山川賢誠                     | 2R 0:07 TKO（ドクターストップ：眼底骨折の疑い）        | RISE151                                                 | 2021年7月28日  |
| ○    | 山田直樹                     | 3R終了 判定3-0                                         | RISE147                                                 | 2021年3月28日  |
| ○    | 平野凌我                     | 3R終了 判定3-0                                         | RISE143                                                 | 2020年11月20日 |
| ×    | 植山征紀                     | 3R終了 判定3-0                                         | RIZIN.19                                                | 2019年10月12日 |
| ×    | 力哉                         | 3R終了 判定3-0                                         | DEEP☆KICK 「DEEP☆KICK 40」                              | 2019年9月15日  |
| ×    | トンサヤーム・ゲッソンリット | 3R終了 判定3-0                                         | ニュージャパンキックボクシング連盟 「DUEL.18」          | 2019年5月19日  |
| ○    | イ・スンヒョン               | 3R終了 判定3-0                                         | DEEP☆KICK 「DEEP☆KICK39」                               | 2019年4月7日   |
| ○    | 雄一                         | 3R終了 判定0-3                                         | ニュージャパンキックボクシング連盟 「NJKF2019west 1st」 | 2019年2月24日  |
| ○    | 虎之助                       | 3R終了 判定3-0                                         | ニュージャパンキックボクシング連盟 「NJKF2018west 4th」 | 2018年12月16日 |
| ○    | 鈴木貫太                     | 2R 1:02 TKO（レフェリーストップ）                      | BOM19                                                   | 2018年10月14日 |
| ×    | 鷹介                         | 1R 3:00 TKO（レフェリーストップ）                      | DEEP☆KICK 「DEEP☆KICK37」                               | 2018年9月23日  |
| ×    | 竹内将生                     | 3R終了 判定3-0                                         | BOM18                                                   | 2018年7月1日   |
| ×    | H∧L                          | 3R終了 判定3-0                                         | ニュージャパンキックボクシング連盟 「NJKF2018west 3rd」 | 2018年5月27日  |
| ○    | クロダッシュ                 | 3R終了 判定3-0                                         | DEEP☆KICK 「DEEP☆KICK35」                               | 2018年4月1日   |
| ×    | 力哉                         | 3R終了 判定3-0                                         | ホーストカップ 「KINGS KYOTO4」                         | 2018年2月25日  |
| ○    | 小田武司                     | 3R終了 判定3-0                                         | ニュージャパンキックボクシング連盟 「NJKF2018west 1st」 | 2018年1月14日  |
| ○    | 郁弥                         | 3R終了 判定3-0                                         | DEEP☆KICK 「DEEP☆KICK34」                               | 2017年12月17日 |
| ○    | ファアサン                   | 3R 0:20 テクニカル判定3-0                              | HIGH SPEED 「MUAYTHAI HIGHSPEED」                       | 2017年10月7日  |

## 獲得タイトル
- 第4代RISEフェザー級王者